# Stadsmuur
Een stadsmuur is een ommuring van een stad waarmee een verdediging tegen vijanden werd gevormd. Het kon gaan om een combinatie van een weermuur en stadswallen. Daarnaast vervulden stadsmuren ook een fiscale en een symbolische functie. Ommuurde steden waren vooral gangbaar in het premoderne Europa, Azië en Afrika, terwijl de Nieuwe Wereld er nauwelijks kende.

## Geschiedenis
In de Romeinse tijd werden al op grote schaal stadsmuren om de steden aangelegd, vooral tijdens de dreiging van invallende volkeren die na 200 sterk toenam. De stad Rome kreeg pas rond 270 een stadsmuur onder keizer Aurelianus. In Nederland hadden de Romeinse steden Ulpia Noviomagum Nijmegen en Forum Handriani Voorburg stadsmuren, vaak nog in combinatie met aarden wallen. Van stenen militaire fortificaties waren er in Nederland veel meer voorbeelden. De Romeinse stadsmuren vervielen en speelden in Nederland geen rol meer in de Middeleeuwen. Anders was dat buiten de landsgrenzen waar in steden als Keulen, Boppard, Trier en Tongeren de Romeinse stadsmuren in gebruik bleven.
In de middeleeuwen moest een stad eerst toestemming van de landsheer verkrijgen, voordat een stadsmuur mocht worden gebouwd. Dit was niet direct gekoppeld aan het verkrijgen van stadsrechten: meestal was het een afzonderlijk privilege dat pas later werd verleend. De ommuring symboliseerde wel de stedelijke autonomie: erbinnen gold het stadsrecht.
Maar al onder de eerste landheren kregen in de 12e eeuw de oudste steden in Nederland Utrecht, Deventer, Zutphen en Nijmegen al stadsommuringen. Die waren een combinatie van aarden omwallingen en torens en poorten van tufsteen. Op de aarden wal stond dan doorgaans een borstwering van tufsteen. 
Met de introductie van de baksteen rond 1200 en de snelle urbanisatie in de 13e eeuw verrezen veel bakstenen ommuringen. Ook daarin waren varianten: aarden wallen met een bakstenen borstwering, stenen muren met een houten weergang of een stenen muur met een stenen weergang op bogen. Steden met nog veel restanten van stadsmuren zijn Maastricht, Zaltbommel, Elburg, Amersfoort en Zutphen.

## Poorten
Een ommuurde stad kon enkel worden betreden door een van de stadspoorten. Deze waren op strategische plaatsen aangebracht, zodat het verkeer goed kon doorstromen. 's Avonds gingen deze poorten dicht maar men kon dan nog door het kleine poortje dat meestal in de grote deur was verwerkt naar binnen. Vaak moest dan wel poortgeld betaald worden. De tarieven verschilden per stad en per vervoermiddel. De hoofdpoort werd vaak direct, of in tweede instantie voorzien van een voorpoort. Daarmee was de brug over de stadsgracht ook deel geworden van de stadsverdediging. Na 1500 werden dan daarvoor ook nog fortificaties voor geschut gebouwd, de zogenaamde barbacane.
Er werd voor sommige poorten door de steden flink geïnvesteerd. De poort toonde immers hoe welvarend en sterk een stad was. Dit resulteerde in prachtig gedecoreerde en soms zeer hoge poortgebouwen.

## Torens
De stadsmuren hadden doorgaans op een vaste afstand van elkaar torens staan. Vanuit deze muurtorens kon men de omgeving in de gaten houden en projectielen afschieten op vijanden die de stad aan probeerden te vallen. De onderlinge afstand was dan van belang om er zeker van te zijn dat de muur (gordijn of courtine) goed gedekt was. Daarbij kon er gebruik worden gemaakt van (open) schelptorens of andere (gesloten) muurtorens. Ook vierkante muurtorens kwamen voor. Die stonden vaak op strategische hoeken van de ommuring.

## Ondergang
Met de komst van het buskruit verloor de stadsmuur zijn verdedigende functie. In eerste instantie bestookte de vijand een stadsmuur met stenen, die werden gelanceerd door een katapult. Later werden kanonnen uitgevonden, die eerst metalen bollen en later ook explosieve granaten konden afvuren. Met deze wapens kon een stadsmuur snel gesloopt worden. Muren werden daarom in veel gevallen vervangen door aarden wallen.
In de 18e en 19e eeuw werden in veel steden grote delen van stadsverdedigingen ontmanteld, omdat de mensen weinig belangstelling hadden voor oude bouwwerken, die destijds als nutteloos werden beschouwd. Hier werden nieuwe huizen of parken aangelegd. De poorten moesten vaak weg omdat zij met hun smalle doorgang hinderlijk waren voor het doorstromen van het toenemende verkeer.

## Voetnoten
1. ↑  Jürgen Osterhammel, De metamorfose van de wereld, 2022, p. 326

acces · affuit · approche · arsenaal · banket · barbacane · barbette · bastion · bastei · batterij · bedekte weg · beer · berm · blokhuis · bolwerk · borstwering · bres · buitenwerk · bunker · bonnet-traverse · caponnière · circumvallatielinie · citadel · contravallatielinie · contre-approche · contrefossé · contregarde · coupure· contrescarpe · courtine · couvre-face · cunette · damsluis · Dienst der Fortificatiën · demi-lune · dwingel · enveloppe · erkertoren · escarpe · face · faussebraye · flank · flèche · fort · fossé · glacis · gracht · halve maan · hamei · hoornwerk · inundatie ·  inundatiekanaal · inundatiesluis · Italiaans vestingstelsel · kat · kazemat · keel · kroonwerk · kruithuis · landpoort · linie · lunet · mezekouw · Nieuw Nederlands Vestingstelsel · onderwal · ontmanteling · opril · Oud-Nederlands vestingstelsel · palissade · papenmuts · plongee · polygonaal stelsel · poortgebouw · poterne · pulvertoren · ravelijn · redan · redoute · reduit · retranchement · rondeel · saillant · sas · schans · schietgat · schilderhuis · schootsveld · singel · sortie · stadsmuur · stadspoort · tamboer · terreplein · tenaille · tobruk · torenfort · traverse · valhek · verdedigingswerk · vesting · vestingstad · voorwerk · wal · walstraat · waltoren · wapenplaats · waterlinie · waterpoort · weermuur · wolfskuil · zwaluwstaart